# Paul Cain
Pour les articles homonymes, voir Cain (homonymie).
Paul Cain, né George Carol Sims le 30 mai 1902 à Des Moines dans l’Iowa et mort le 23 juin 1966 à North Hollywood quartier de Los Angeles, Californie, (États-Unis) est un écrivain et un scénariste américain.
Il signe ses scénarios du pseudonyme Peter Ruric.

## Biographie
Fils de William Dow Sims, propriétaire d'une pharmacie, et de Eva Sims, née Freberg, sténographe d'origine Suédoise, George Carol Sims grandit à Des Moines puis dans la banlieue de Chicago,, après le divorce de ses parents. Sa mère puis son père s'installent à Los Angeles au début des années 1920,.
En 1925, George Sims prend Ruric comme pseudonyme et est assistant de production sur les films de Josef von Sternberg, Les Chasseurs de salut (The Salvation Hunters) (1925) et A Woman at the Sea (1926).
Après avoir rencontré et épousé l'actrice Gertrude Michael à New York en 1930, le couple revient s'installer à Los Angeles en 1932 quand l'actrice décroche une audition à la MGM. C'est à ce moment qu'ayant croisé Raoul Whitfield, il écrit sa première nouvelle pour Black Mask, Fast One, qu'il dédie à sa femme. De mars à septembre 1932, quatre autres nouvelles seront publiées dans le même pulp. En 1933, il transforme ces cinq nouvelles en un roman, Fast One,, qui sera adapté au cinéma sous le titre Gambling Ship, réalisé par Louis Gasnier avec Cary Grant et Benita Hume dans les rôles principaux. Jusqu'en 1936, Sims, devenu Peter Ruric, signe douze autres nouvelles pour Black Mask sous le nom de Paul Cain, sept d'entre elles composant ensuite le recueil Sept tueurs.
Il devient, à partir de 1934, scénariste pour le cinéma avec Affairs of a Gentleman de Edwin L. Marin puis Le Chat noir (The Black Cat) de Edgar G. Ulmer.
Après une deuxième mariage et un nouveau divorce, Sims croise Sinclair Lewis, ce dernier l'évoque dans sa correspondance. Sa carrière de scénariste ne lui apportant pas la reconnaissance attendue, Sims lutte contre son alcoolisme. Plusieurs tentatives de relancer sa carrière n'aboutissent pas, des pièces de théâtre qu'il écrit ne seront jamais publiées. La réédition de ses nouvelles et de son roman par Joseph Shaw, l'ancien rédacteur en chef du Black Mask, ne l'incite pas à écrire de nouveau. Il co-écrit des pièces radiophoniques avec sa troisième femme, Virginia Radcliffe.
Dans Raconte pas ta vie, Marcel Duhamel évoque sa rencontre avec Paul Cain. Ils font connaissance alors que le roman de l'écrivain vient d'être traduit à la Série Noire. Grâce à l'avance sur les droits de la traduction de Sept Tueurs, Duhamel envoie Cain en Espagne. Il y rencontre sa quatrième femme, Peggy Gregson, avec laquelle il a deux enfants, Peter Craig en 1956 et Michael Sean en 1958.
De nouveau divorcé et ne parvenant pas à renouer avec le succès, Sims revient à Los Angeles où il meurt d'un cancer du poumon et de l'urètre le 23 juin 1966 au Toluca Lake Convalescent Hospital.

## Œuvre

### Romans
- Fast One, Garden City NY, Doubleday, Doran & Co, 1933 (OCLC 4307453)  À tombeau ouvert, Paris, Gallimard, Série noire no 36, 1949, traduction de Jacques-Laurent Bost et Marcel Duhamel (OCLC 470615409)
- Seven Slayers, Hollywood, Saint Enterprises, 1946 (OCLC 3220088) Sept tueurs, Paris, Gallimard, Série noire no 243, 1955, traduction d’Henri Robillot (OCLC 759777846)

### Filmographie
- Gambling Ship, réalisé en 1933 par Louis Gasnier
- Affairs of a Gentleman, réalisé en 1934 par Edwin L. Marin
- Le Chat noir, d’après le roman éponyme d’Edgar Allan Poe, réalisé en 1934 par Edgar George Ulmer
- Jericho réalisé en 1937 par Thornton Freeland
- Twelve Crowded Hours (en), réalisé en 1939 par Lew Landers
- Grand Central Murder, d'après la nouvelle éponyme de Sue MacVeigh, réalisé en 1942 par S. Sylvan Simon
- Mademoiselle Fifi, d'après la nouvelle éponyme de Guy de Maupassant, réalisé en 1944 par Robert Wise
- Alias a Gentleman, réalisé en 1948 par Harry Beaumont

Il est également assistant de production en 1925 sur le film de Josef von Sternberg, Les Chasseurs de salut.

## Sources
- Claude Mesplède (dir.), Dictionnaire des littératures policières, vol. 1 : A - I, Nantes, Joseph K, coll. « Temps noir », 2007, 1054 p. (ISBN 978-2-910686-44-4, OCLC 315873251).
- Claude Mesplède, Les années "Série noire" : bibliographie critique d'une collection policière, vol. 1 : 1945-1959, Amiens, Editions Encrage, coll. « Travaux » (no 13), 1992 (ISBN 978-2-906389-34-2).
- Claude Mesplède et Jean-Jacques Schleret, SN, voyage au bout de la Noire : inventaire de 732 auteurs et de leurs œuvres publiés en séries Noire et Blème : suivi d'une filmographie complète, Paris, Futuropolis, 1982, 476 p. (OCLC 11972030).
- Marcel Duhamel, Raconte pas ta vie, Mercure de France, 1972.